# John Powell (atleta)
John Gates Powell (San Francisco, 25 giugno 1947 – Las Vegas, 18 agosto 2022) è stato un discobolo statunitense.
In carriera ha vinto due bronzi olimpici rispettivamente nelle edizioni di Montreal 1976 e Los Angeles 1984.

## Palmarès
| Anno | Manifestazione      | Sede              | Evento           | Risultato | Misura  | Note              |
| ---- | ------------------- | ----------------- | ---------------- | --------- | ------- | ----------------- |
| 1972 | Olimpiadi           | Monaco di Baviera | Lancio del disco | 4º        | 62,82 m |                   |
| 1975 | Giochi panamericani | Città del Messico | Lancio del disco | Oro       | 62,36 m | Record dei Giochi |
| 1976 | Olimpiadi           | Montréal          | Lancio del disco | Bronzo    | 65,70 m |                   |
| 1983 | Mondiali            | Helsinki          | Lancio del disco | 15º       | 58,96 m |                   |
| 1984 | Olimpiadi           | Los Angeles       | Lancio del disco | Bronzo    | 65,46 m |                   |
| 1987 | Mondiali            | Roma              | Lancio del disco | Argento   | 66,22 m |                   |

## Campionati nazionali
- 7 volte campione statunitense nel lancio del disco (1974/1975, 1983/1987)